# Ancistrocerus raddei
Ancistrocerus raddei är en stekelart som beskrevs av Kostylev 1940. Ancistrocerus raddei ingår i släktet murargetingar, och familjen Eumenidae. Inga underarter finns listade i Catalogue of Life.